# جاون کانوی
جاون کانوی (انگلیسی: Jon Conway؛ زادهٔ ۶ مهٔ ۱۹۷۷) یک بازیکن فوتبال اهل ایالات متحده آمریکا است.